# Bronislave de Kamien
Bronislave de Kamien (Kamień Śląski, vers 1200 - Zwierzyniec, 29 août 1259) est une religieuse norbertine polonaise reconnue bienheureuse par l'Église catholique.

## Biographie
Elle naît à Kamień vers 1200 dans une famille noble. À 16 ans, elle entre au monastère des norbertines de Zwierzyniec, près de Cracovie. Elle aide les malades et les pauvres et développe une dévotion à la Passion du Christ et à la Vierge, grâce à son cousin saint Hyacinthe de Cracovie qui l'initie à la prière du rosaire. Son hagiographie relate des dons de prophéties et de visions. Elle meurt le 29 août 1259 à Zwierzyniec.

## Culte
Grégoire XVI autorise son culte par un décret du 23 août 1839. Son corps se trouve dans l'église Saint Augustin et Saint Jean-Baptiste de Cracovie.